# Yi (etnia)
Los yi (en nosu: ꆈꌠ; en chino tradicional, 彞族; en chino simplificado, 彝族; pinyin, Yí zú), conocidos en su lengua nativa como nosu o nuosu, son una de las 56 etnias oficialmente reconocidas por el gobierno de la República Popular China. Viven básicamente en las zonas rurales de las provincias de Sichuan, Yunnan, Guizhou y Guangxi, normalmente en áreas montañosas. Su población aproximada era de 9 millones hacia 2013.

## Idiomas
Los yi hablan varias lenguas del grupo lolo-búrmico de la subfamilia tibetano-birmana que forma parte de las lenguas sino-tibetanas. Durante el siglo XIII se desarrolló un sistema de escritura silábico para el idioma yi. Se calcula que este viejo sistema tenía un total de 10 000 palabras, de las cuales 1000 eran de uso cotidiano.
En 1974, el gobierno chino estableció un nuevo silabario derivado del antiguo sistema de escritura. Se convirtió en el sistema de escritura oficial del idioma yi en 1980. Está formado por 43 consonantes y ocho vocales que pueden pronunciarse en tres tonos distintos. Además, existen dos vocales más que sólo se pueden pronunciar en el tono medio.

## Historia
Los yi son descendientes del antiguo pueblo qiang que habitó el oeste de China. Se cree que los qiang son también el origen de las etnias tibetana, naxi y qiang. Emigraron desde el sur del Tíbet hacia las actuales provincias de Sichuan y Yunnan.
Algunos yi de la zona noroeste de Yunnan practicaban un sistema complejo de esclavitud. La población se dividía entre los nuohuo o "yi negros" (nobles) y los qunuo o "yi blancos" (pueblo). Los yi blancos junto con otros grupos étnicos eran tratados como esclavos. Sin embargo, los esclavos que adquirían un estatus elevado estaban autorizados a cultivar sus propias granjas, tener sus propios esclavos y, ocasionalmente, comprar su propia libertad.

## Cultura

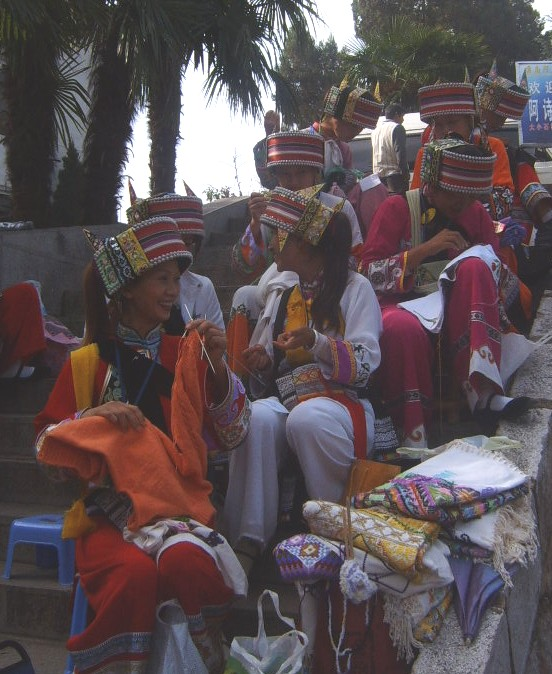
Mujeres yi.

Los yi visten trajes tradicionales muy diferentes según la zona en la que habitan. Los hombres del oeste de la provincia de Guizhou suelen vestir con chaquetas negras y pantalones plisados con múltiples botones. En otras zonas, los pantalones masculinos casi no tienen botones. Cubren su cabeza con un turbante azulado. 
Algunas mujeres utilizan también un turbante negro, aunque las más jóvenes prefieren utilizar pañuelos con brocados que enrollan como si fuera una diadema. Tanto hombres como mujeres se abrigan con capas de lana rematadas con borlas que llegan hasta la altura de la rodilla.
Las viviendas yi suelen tener sus interiores decorados de forma muy sencilla. Tienen pocos muebles y el único elemento indispnesable es la chimenea, construida con tres piedras. Las casas suelen ser construidas con una mezcla de lodo y madera y no tienen ventanas, por lo que son muy oscuras.

## Religión
La mayoría de los yi son politeístas, aunque combinan estas creencias con las fuertes influencias recibidas del taoísmo y del budismo. La figura del chamán, al que denominan bimaw es de vital importancia en la vida religiosa de los yi.
Los yi que habitan en la zona de las montañas Liangshan adoran a diferentes dioses y espíritus y siguen practicando la costumbre de ofrecer sacrificios a estos dioses para que les ayuden en su vida cotidiana.